# 张庭延
张庭延（1936年2月—），笔名延静，北京人，中华人民共和国政治人物、外交官。1958年，北京大学东语系朝鲜语专业毕业，后入外交部从事与朝鲜的外交工作，曾在中国驻朝鲜大使馆先后工作14年，1989-1992年担任亚洲司副司长。
1992年9月5日，张庭延被任命为中韩建交以来首位中华人民共和国驻韩国大使，9月12日赴任，9月15日向韩国总统盧泰愚递交国书，1993年2月5日正式进驻中国驻韩大使馆明洞馆舍。1998年8月12日离任，由武大伟接任。退休后著有《出使韩国》和《永远的记忆》两册书。

## 家庭
已婚，妻子是谭静。